# 오사라
오사라(崔烏斯, ?~?)는 후발해의 관리이다.

## 생애
발해의 부흥국인 후발해의 유력한 수령(首領)이었다. 이후 그는 954년에 일행 30명과 함께 후주(後周)로 귀화했다고 한다.